# Rezerwat przyrody Międzybórz
Rezerwat przyrody Międzybórz – leśny rezerwat przyrody na obszarze gminy Rzeczenica w województwie pomorskim. Został utworzony w 1961 roku. Powierzchnia rezerwatu wynosi 1,64 ha (akt powołujący podawał 1,63 ha). Ochronie rezerwatu podlega obszar lasu mieszanego z przewagą ponad stuletniego buka. Występują tu również inne gatunki podlegające ochronie jak widłak jałowcowaty, bluszcz pospolity, konwalia majowa i zachyłka trójkątna. Najbliższą miejscowością jest Międzybórz.